# Vittorio Veneto (cuirassé)
Pour les articles homonymes, voir Vittorio Veneto (homonymie).
Le Vittorio Veneto est le deuxième cuirassé italien de la classe Littorio qui compte quatre unités. Il a servi dans la Regia Marina durant la Seconde Guerre mondiale. Sa quille est posée en octobre 1934 et le cuirassé est lancé en juillet 1937. Dès août 1940, il est prêt pour servir dans la flotte italienne. Le cuirassé est nommé d'après la bataille de Vittorio Veneto de la Première Guerre mondiale dont les Italiens sont sortis vainqueurs. Le Vittorio Veneto a trois sister-ships : le Littorio, le Roma et l'Impero, mais seuls le Littorio et le Roma ont été achevés au cours de la guerre. Le navire est armé d'une artillerie principale de neuf canons (381-millimètres) en trois tourelles triples et peut naviguer à une vitesse 30 nœuds (56 km/h).
Le Vittorio Veneto a combattu lors de la Seconde Guerre mondiale. Il a participé à la bataille du cap Teulada en novembre 1940, ainsi qu'à la bataille du cap Matapan en mars 1941. Il a été endommagé par des torpilles à de nombreuses reprises, notamment lors de la bataille du cap Matapan et en décembre 1941 par le sous-marin britannique HMS Urge. Le cuirassé est sorti intact du raid britannique à Tarente en 1940. Le navire a passé l'année 1941 et le début de l'année 1942 au mouillage, ne pouvant attaquer les convois britanniques à Malte, le manque de mazout paralysant la flotte italienne. Le Vittorio Veneto fait partie des navires italiens qui ont été pris par les alliés en septembre 1943, lorsque l'Italie s'est retirée de la guerre. Le navire a ensuite passé trois années en Égypte sous le contrôle britannique. Après la guerre, il est répertorié comme une prise de guerre britannique, puis envoyé à la ferraille.

## Caractéristiques

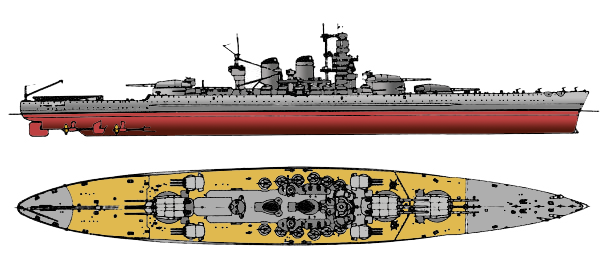
Dessin d'un cuirassé de la classe Littorio.

Le Vittorio Veneto avait une longueur hors-tout de 237,76 mètres, un maître-bau de 32,82 m et un tirant d'eau de 9,6 m. Il a été conçu pour avoir un déplacement de 41 377 tonnes, une violation du déplacement de 36 000 t autorisé par le traité de naval de Washington ; à pleine charge et durant le combat, le navire a déplacé jusqu'à 45 962 t.

## Service historique

### Construction
C'est le premier navire (avec le Littorio commencé le même jour) de 35 000 t en construction depuis le traité naval de Londres (1930) limitant le nombre et la taille des bâtiments. La construction du Vittorio Veneto a commencé en 1934 aux chantiers navals Cantieri Riuniti dell'Adriatico de Trieste. Le navire est lancé le 25 juillet 1937 mais sera modifié jusqu'à sa mise en service en 1940.

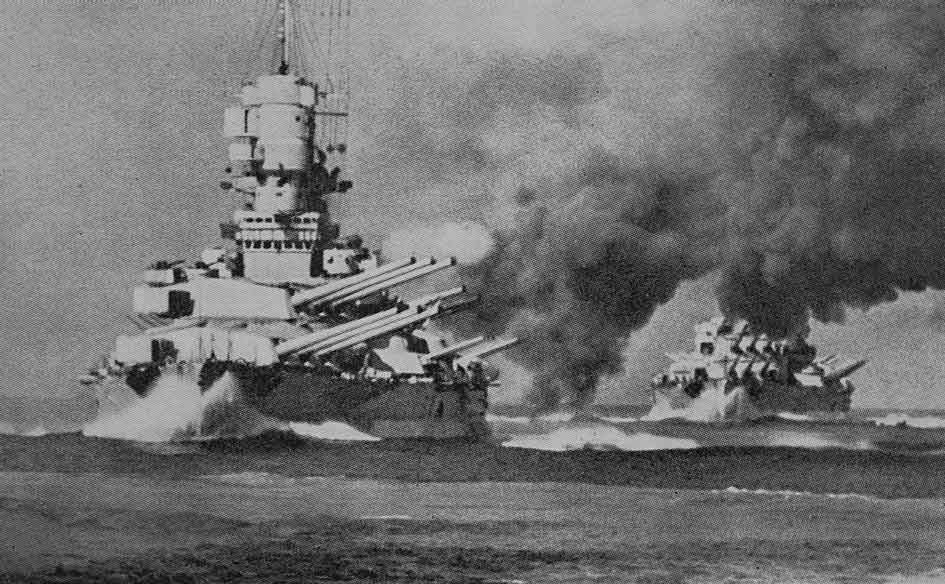
Le Vittorio Veneto à la bataille du cap Spartivento.

### Seconde Guerre mondiale
Le cuirassé Vittorio Veneto fut épargné lors du raid anglais sur Tarente en novembre 1940. Il participa en mars 1941 à la bataille du cap Matapan. Attaqué par les avions du HMS Formidable, il fut gravement endommagé par une torpille de 457 mm sur bâbord et fit route vers Tarente à vitesse réduite. Les croiseurs lourds Pola, Fiume et Zara qui l'escortaient vers Tarente furent coulés par la flotte britannique lors de cette bataille.
En décembre 1941, il fut touché par une torpille lancée par le sous-marin britannique Urge qui le neutralisa pour trois mois. Soumis aux constantes attaques aériennes sur Tarente, il fut endommagé une nouvelle fois en 1943 par un bombardement britannique. En septembre 1943, il rejoignit Malte à la suite de l'armistice entre les Alliés et l'Italie.
Envoyé fin 1943 en Égypte, il fut consigné dans le Grand Lac Amer où il resta jusqu'en 1948, année de son démantèlement.
Tout au long de son service, il subit également de nombreuses avaries au niveau de son armement principal. En effet, les joints de tourelles n'étant pas totalement étanches, celles-ci furent endommagées par la rouille. Lors d'un déplacement par mer agitée, les tourelles 1 et 2 (tourelles avant) prirent l'eau, et les deux paniers de tourelle furent inondés, causant une gîte sur tribord[réf. nécessaire].